# 福山平成大学
福山平成大学（英語：Fukuyama HEISEI University）位于广岛县福山市御幸町上岩成正戸117-1，为日本私立大学，1994年设置，大学简称平大、福平大。

## 沿革
1994年，福山平成大学开学。经营学部经营情报学科、经营法学科、经营福祉学科3学科设置。
2000年，大学院经营学研究科开设。
2004年，经营学部经营福祉学科改组、福祉健康学部（福祉学科、健康科学科）开设。
2007年，看护学部看护学科开设。
2008年，健康福祉学部学科设置。
2009年，大学院健康科学研究科、看护学研究科开设。

## 院系

### 学部学科
- 经营学部　　
  - 经营学科
- 福祉健康学部
  - 福祉学科（社会福祉、介护福祉）
  - 健康科学科
  - 医学学科
- 看护学部
  - 看护学科

### 大学院
- 经营学研究科 
  - 经营情报学专攻
- 健康科学研究科
- 看护学研究科

### 付属施设
- 付属图书馆